# Гараганка
Гарага́нка — річка в Україні, в межах Диканського району Полтавської області. Права притока Вільхової Говтви (басейн Дніпра).

## Опис
Довжина річки 17 км, площа басейну 53 км². Річище слабозвивисте, в нижній течії пересихає. Ширина заплави 0,3—0,8 км, місцями заболочена. Похил річки 4,4 м/км. Споруджено кілька ставків.

## Розташування
Гараганка бере початок на північний схід від села Єлизаветівки. Тече переважно на південний захід, у пригирловій частині — частково на південь і південний схід. Впадає до Вільхової Говтви біля села Андріївки.